# 常温

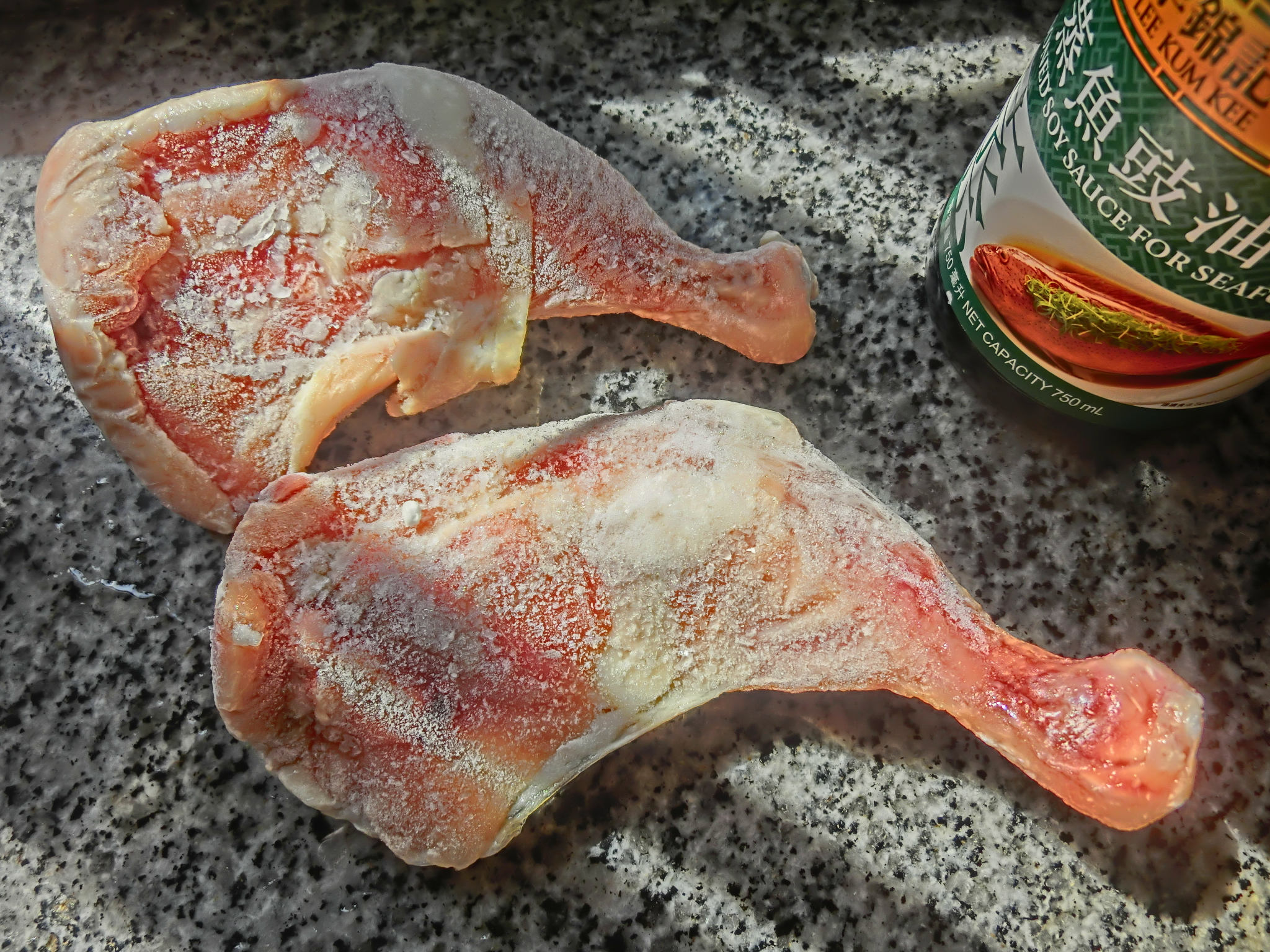
凍肉室溫解凍

常温也叫一般溫度或者室溫，是指大多数人偏愛的室内温度，通常定義為攝氏25度上下浮動。不同於標準狀況，常溫不一定是指某個特定的溫度，有時會設為300K（約27°C），以利於使用絕對溫度的計算。

## 相關
- 陽光
- 濕度
- 風速
- 對流